# Saulzet

Saulzet este o comună în departamentul Allier din centrul Franței. În 1 ianuarie 2022 avea o populație de 392 de locuitori.